# King's Quest (jeu vidéo, 2015)
King's Quest est un jeu vidéo d'aventure épisodique développé par The Odd Gentlemen et édité par Activision, sorti en 2015 sur Windows, PlayStation 3, PlayStation 4, Xbox 360 et Xbox One.

## Épisodes
- Chapter I: A Knight to Remember
- Chapter II: Rubble Without a Cause
- Chapter III: Once Upon a Climb
- Chapter IV: Snow Place Like Home
- Chapter V: The Good Knight
- Epilogue

## Accueil
- Adventure Gamers : 4,5/5[1]